# 大声唱 (专辑)
《大声唱》是中国大陆音乐组合凤凰传奇的第五张音乐专辑，2011年8月17日由孔雀唱片发行，主打歌是《大声唱》，该专辑包含9首歌曲。2011年8月，凤凰传奇“大声唱2011全国巡演”启动。专辑推出之后，在各大音乐网站试听突破百万，同时拿下新歌TOP100及热门歌手TOP200的双料冠军。

## 曲目
| CD   | CD         |
| 曲序 | 曲目       |
| ---- | ---------- |
| 1.   | 大声唱     |
| 2.   | 策马奔腾   |
| 3.   | 光芒       |
| 4.   | 秋画       |
| 5.   | 我们的歌谣 |
| 6.   |            |
| 7.   | 星光       |
| 8.   | 蒙古人     |
| 9.   | 拜新年     |